# Mette (Name)
Mette ist ein weiblicher Vorname und ein Familienname.

## Herkunft
Der Vorname Mette ist eine skandinavische Ableitung von Margarethe.
Ebenso wie ein altdeutscher Name mit der Ableitung von Mechthild.

## Vorname
- Mette-Marit Tjessem Høiby (* 1973), norwegische Kronprinzessin
- Mette Frederiksen (* 1977), dänische Politikerin
- Mette Fliß († 1583), deutsches Opfer der Hexenverfolgung
- Mette Gjerskov (1966–2023), dänische Politikerin
- Mette Gravholt (* 1984), dänische Handballspielerin
- Mette Halvorsen (* 1965), norwegische Curlerin
- Mette Heeno (* 1976), dänische Drehbuchautorin
- Mette Jacobsen (* 1973), dänische Schwimmerin
- Mette V. Jensen (* 1987), dänische Fußballspielerin
- Mette Knudsen (Regisseurin) (* 1943), dänische Regisseurin, Kamerafrau und Drehbuchautorin
- Mette Knudsen (Diplomatin) (* 1962), dänische Diplomatin
- Mette Lange-Nielsen (1929–1981), norwegische Schauspielerin
- Mette Melgaard (* 1980), dänische Handballspielerin
- Mette Mestad (* 1958), norwegische Biathletin
- Mette Nielsen (Fußballspielerin) (* 1964), dänische Fußballspielerin
- Mette Nielsen (Badminton) (* 1982), dänische Badmintonspielerin
- Mette Pedersen (* 1973), dänische Badmintonspielerin
- Mette Poulsen (* 1993), dänische Badmintonnationalspielerin
- Mette Rasmussen (* um 1980), dänische Musikerin
- Mette Schjoldager (* 1977), dänische Badmintonspielerin
- Mette Sjøberg (* 1982), dänische Handballspielerin
- Mette Sørensen (* 1975), dänische Badmintonspielerin
- Mette Tronvoll (* 1965), norwegische Fotokünstlerin
- Mette Vestergaard (* 1975), dänische Handballspielerin

## Familiennamen
- Adelheid Mette (1934–2023), deutsche Indologin
- Alexander Mette (1897–1985), deutscher Wissenschaftshistoriker, Medizinhistoriker und Gesundheitspolitiker (DDR)
- Bodo Mette (1921–1989), deutscher Schauspieler
- Carina Mette (* 1982), deutsche Badmintonspielerin
- Elisabeth Mette (* 1953), deutsche Juristin
- Heinrich Mette (1735–1806), deutscher Samenzüchter
- Hans Joachim Mette (1906–1986), deutscher klassischer Philologe
- Jürgen Mette (* 1952), deutscher Theologe und Verleger
- Norbert Mette (* 1946), deutscher römisch-katholischer Theologe
- Til Mette (* 1956), deutscher Cartoonist
- Veit Mette (* 1961), deutscher Fotograf

## Unternehmen
- Heinr. Mette, ehemaliges deutsches Saatzuchtunternehmen